# Токтахунова, Самарбюбю
Самарбюбю Токтахунова (кирг. Самара Токтакунова; род. 20 мая 1945, Кызыл-Суу, Фрунзенская область) — советский, киргизский музыкант-инструменталист (исполнительница на комузе), педагог. Народная артистка СССР (1989). Герой Труда Кыргызской Республики (2024).

## Биография
Родилась 20 мая 1945 года (по другим источникам — 16 февраля, 9 марта и в 1944 году) в селе Кызыл-Суу (по другим источникам — в селе Комсомол) Кеминского района (ныне Чуйской области, Кыргызстан).
В 1964 году окончила Фрунзенское музыкально-хореографическое училище им. М. Куренкеева (ныне Бишкекское хореографическое училище им. Ч. Базарбаева) (класс А. А. Асакеева).
На последнем курсе училища была принята в Государственный академический оркестр народных инструментов имени Карамолдо Орозова, а через шесть лет стала солисткой оркестра.
С 1970 года — солистка Киргизской государственной филармонии им. Т. Сатылганова.
В 1975 году дала свой первый сольный концерт на комузе.
Гастролировала во многих городах СССР, странах Европы, Азии, Африки и Америки. Выступала на сценах всемирно известных театров: «Метрополитен-опера» в Нью-Йорке и «Сизарс-пэлас» в Лас-Вегасе (США), «Олимпия» в Париже (Франция), Большой театр в Москве (Россия), Королевский концертный зал в Анкаре (Турция), Одесский оперный театр (Украина) и др.
В 80-х годах окончила Кыргызский институт искусств имени Б. Бейшеналиевой (Фрунзе).
Вела педагогическую работу, вначале в Кыргызском институте искусств им. Б. Бейшеналиевой, а с 1993 по 2008 год — в Кыргызской национальной консерватории, пройдя путь от рядового преподавателя до профессора (1995). Подготовила десятки музыкантов-профессионалов.

### Семья
- Муж — Чалагыз Исабаев, исполнитель, создатель (1987) фольклорного ансамбля «Камбаркан» (трагически погиб в дорожно-транспортном происшествии в 1991 году)
- Два сына: Аслан — инструменталист. Живёт и работает в США, Актан — поп-исполнитель. Заслуженный артист Кыргызстана. Шесть внуков и одна правнучка.

## Творчество
Концертный репертуар: более 40 программных кюу, созданных киргизскими народными музыкантами и композиторами — Токтогулом, Мураталы Куренкеевым, Карамолдо Орозовым («Ибарат», «Камбаркан», «Сынган бугу» и др.), Атаем Огонбаевым, Ыбраем Тумановым, Ниязалы Борошевым, Шекербеком Шеркуловым, Болушем Мадазимовым. Каждый кюй — это виртуозная концертная пьеса, художественно законченное музыкальное произведение. Была одной из первых исполнительниц «Концертино» Р. Мироновича и Б. Кулболдиева.

## Награды и звания
- Герой Труда («Эмгек Баатыры») Кыргызской Республики (2024)[6]
- Заслуженная артистка Киргизской ССР (1977)[7]
- Народная артистка Киргизской ССР (1982)
- Народная артистка СССР (1989)
- Государственная премия Киргизской ССР имени Токтогула Сатылганова (1984)
- Премия Ленинского комсомола Киргизской ССР (1975)
- Орден «Манас» 2-й (2019) и 3-й (2003)[8] степеней
- Медаль «Данк» (1997)[9]
- Медаль Дружбы (Вьетнам)[10]
- Медаль «Астана» (Казахстан)
- Медаль «Отличник труда»
- Золотая медаль Всемирной организации интеллектуальной собственности (2006, Швейцария) — за выдающееся исполнительское мастерство
- Премия имени М. Ауэзова
- Почётные грамоты Верховных Советов СССР (1988), Киргизской ССР, Министерства культуры СССР
- Почётная грамота Правительства Кыргызской Республики (2015)[11]
- Почётные грамоты Республики Молдова, Монгольской Народной Республики, Турецкой Республики «онор бельгиси»
- Лауреат XI Всемирного фестиваля молодёжи и студентов в Гаване (1978)
- Лауреат XII Всемирного фестиваля молодёжи и студентов в Москве (1985)
- Почётный гражданин Бишкека
- Почётный гражданин штата Северная Каролина (США).
- Именные часы от имени Премьера-министра Кыргызской Республики (25 июня 2015) — в знак признания особых заслуг[12].